# Hypothèse du voyageur temporel

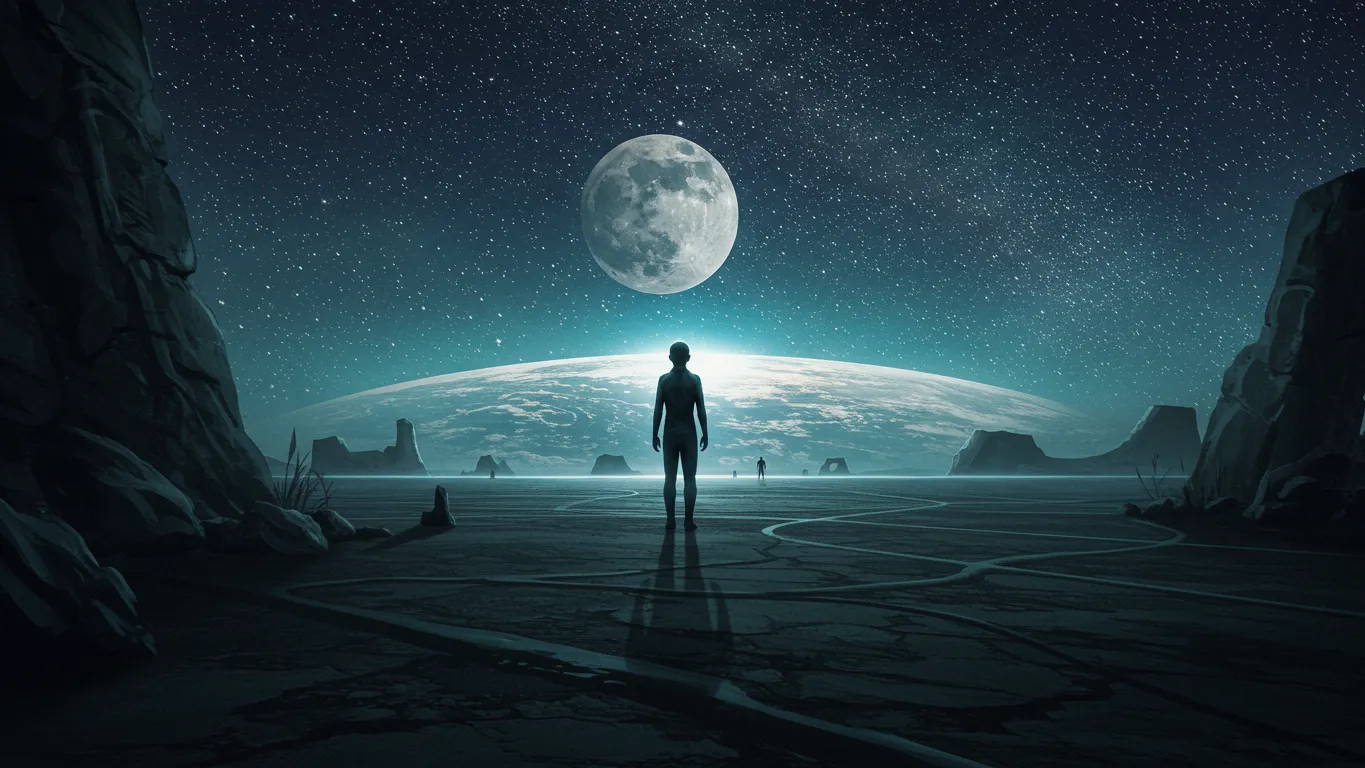
Vue d'artiste d'un voyageur temporel.

L'hypothèse du voyageur temporel, également connue sous le nom d'humains du futur, modèle extratemporel et Théorie du Terminator est la proposition selon laquelle les OVNIs sont des humains voyageant depuis le futur grâce à une technologie avancée.
Certains individus notables donnent une exposition publique récente à l'hypothèse, tels que l'ingénieur aérospatial retraité de la NASA Larry Lemke, le député du Wisconsin Mike Gallagher et le cinéaste américain Steven Spielberg,.
L'hypothèse du voyageur temporel est considérée comme extrêmement invraisemblable par les universitaires traditionnels et est généralement considérée comme non orthodoxe même parmi les théoriciens du complot marginaux qui soutiennent que les engins extraterrestres ou des phénomènes interdimensionnels[réf. nécessaire].

## Antécédents

### Origines de la spéculation sur le voyage dans le temps
On pense que la notion de voyage dans le temps depuis le futur vers le passé est introduite pour la première fois dans la littérature par le botaniste et géologue français botaniste et Pierre Boitard dans son populaire ouvrage de 1861 Paris avant les hommes, mettant en scène un homme renvoyé sur une Terre préhistorique où il interagit avec un ancêtre simiesque.
Quelques années plus tard, en 1887, Camille Flammarion publie Lumen, un roman mettant en scène une âme voyageant à travers différents mondes et périodes historiques.
Bien que voyager dans le temps soit presque universellement considéré comme physiquement impossible, la recherche théorique explore s'il est possible. On spécule également, par des scientifiques tels que J. Richard Gott, Ronald Mallett et d'autres, que les humains peuvent un jour être capables de voyager dans le temps vers le passé.

### Spéculation sur l'évolution future humaine
De nombreux auteurs et chercheurs spéculent sur l'évolution future de l'humanité. En 1888, l'écrivain anglais H. G. Wells publie sa célèbre nouvelle de science-fiction La Machine à explorer le temps, qui met en scène une évolution future des humains et est généralement considérée comme l'une des premières manifestations modernes à la fois du voyage dans le temps et de l'Évolution spéculative. D'autres auteurs sur l'évolution spéculative incluent Edgar Rice Burroughs, le philosophe britannique et écrivain de science-fiction Olaf Stapledon avec son roman « Histoire future » de 1930 Last and First Men, l'écrivain américain Kurt Vonnegut dans Galápagos, l'écrivain britannique Stephen Baxter dans Évolution, l'artiste et auteur turc Cevdet Mehmet Kösemen dans All Tomorrows et d'autres.
Le changement climatique, la Singularité technologique, le Vol spatial habité et l'Amélioration génétique humaine sont également identifiés comme des facteurs potentiels capables de modifier l'évolution des humains dans le futur, menant à différents scénarios transhumains et posthumains.

### OVNIs et premières explications
Les êtres humains rapportent des objets inconnus dans le ciel depuis l'antiquité.
Dans les années 1890, une vague d'observations de dirigeables mystères est rapportée à travers les États-Unis, suivie par des chasseurs fantômes et des roquettes fantômes pendant la Seconde Guerre mondiale.
L'ère moderne des UFOs commence à l'été 1947, quelques jours après que les États-Unis annoncent des plans de réindustrialisation de l'Allemagne malgré une forte objection soviétique, déclenchant la Guerre froide.
Face aux craintes d'une réaction soviétique, le pilote civil Kenneth Arnold rapporte qu'il observe une formation d'avions supersoniques. La prohibition en temps de guerre des émissions en direct « d'homme de la rue » étant terminée, l'observation d'Arnold est couverte à l'échelle nationale par les médias radio et écrits. Dans les jours et semaines suivant l'observation d'Arnold, une frénésie nationale se répand dans le pays, avec plus de 800 observations imitatrices publiées dans la presse anglophone.
Les sources de 1947 spéculent que ces observations résultent de technologies inédites américaines ou soviétiques, d'une mauvaise identification d'objets banals ou d'effets comportementaux tels que l'hystérie collective; des sources marginales suggèrent que ces observations sont le signe de la fin du monde, qu'elles sont angéliques ou démoniaques, ou qu'il s'agit de véhicules transportant des personnes provenant d'autres planètes ou d'autres "dimensions".

## Formation et diffusion

### Implausibilité des extraterrestres humanoïdes
Les récits de contacts et d'enlèvements extraterrestres décrivent souvent des rencontres avec des figures humaines ou humanoïdes et des abducteurs. Il est affirmé par George Gaylord Simpson qu'il est extrêmement improbable qu'il existe une quelconque forme d'intelligence extraterrestre dans le Système solaire ou ailleurs et que, même si elles existent, il est encore moins probable qu'elles soient humanoids. Son article est cité et analysé, aux côtés du point de vue similaire de l'Biologiste évolutionniste Theodosius Dobzhansky sur l'invraisemblance de l'évolution d'une vie extraterrestre humanoïde, dans la célèbre collection d'essais de 2014 Archéologie, anthropologie et communication interstellaire éditée par l'astrobiologiste Douglas Vakoch et publiée par la NASA en 2014. À la fin des années 1980, le biologiste évolutionniste et Historien des sciences Stephen Jay Gould avance son célèbre Expérience de pensée selon lequel, si l'évolution est remontée et rejouée, elle prendrait vraisemblablement un cours très différent et les humains n'évoluent jamais, ce qui, en plus de sa position déclarée contre la téléonomie évolutive centrée sur l'humain, contribue à façonner le point de vue établi que, si des extraterrestres intelligents existent, ils ne ressemblent vraisemblablement pas aux humains. Le biologiste Jack Cohen adopte une position similaire concernant la représentation emblématique de l'Alien gris issue des rapports d'enlèvements et de rencontres rapprochées, affirmant que des extraterrestres d'un monde alien ne peuvent pas avoir fait évoluer une physiologie si similaire à celle des humains.

### Popularisation moderne
On ignore exactement quand l'hypothèse sous sa forme complète est proposée pour la première fois.
Les premières versions apparaissent entre la littérature pseudoscientifique des années 1970 et la culture Internet des années 1990, parfois associées aux expressions "UFO chrononaut", "humains voyageant dans le temps" ou simplement "humains du futur". Parmi les exemples, on compte les contributions de Jacques Vallée dans son livre The Invisible College, le professeur d'anthropologie de la Radford University et ancien collaborateur de Forbes David S. Anderson, le livre de 2001 de Jenny Randles Time Storms – Amazing Evidence for Time Warps, Space Rifts and Time Travel, le livre de 1997 de James Herbert Brennan Time Travel: A New Perspective, qui établit également des parallèles entre les voyageurs temporels et des éléments de la notion pseudoarchéologique des anciens astronautes et des Ooparts, et bien d'autres.
Dans leur livre de 1998 The Day After Roswell, l'officier de l'armée américaine Philip J. Corso et le romancier américain William J. Birnes rapportent que le physicien et ingénieur allemand Dr Hermann Oberth croit que l'engin récupéré à Roswell pourrait être une machine à voyager dans le temps.
Le 27 avril 2012, History diffuse l'épisode "Time Travelers" de la saison 4 de la série Ancient Aliens, produite par Prometheus Entertainment, disponible sur Netflix depuis 2022.
La même année, l'épisode "Time Benders" de la saison 18 de la même série est diffusé sur History, explorant d'autres aspects du concept et présentant davantage d'intervenants, dont le professeur américain d'Anthropologie biologique Michael P. Masters de la Montana Technological University à Butte (Montana) et le journaliste britannique et fonctionnaire du Ministère de la Défense Nick Pope. Pope relie l'Incident de Rendlesham au Royaume-Uni et le cas de Cabo Valdés au Chili avec l'hypothèse du voyageur temporel, une connexion qu'il explore également dans son livre de 2014 (rédigé avec John Burroughs, USAF, Ret., et Jim Penniston, USAF, Ret.) Encounter in Rendlesham Forest: The Inside Story of the World's Best-Documented UFO Incident, publié par St. Martin's Press.
Les deux épisodes présentent, entre autres, des ufologues tels que Giorgio A. Tsoukalos, Sean David Morton, des auteurs comme Erich von Däniken, David Hatcher Childress, Philip Coppens et le physicien théoricien Ronald L. Mallett, qui discutent de l'hypothèse du voyageur temporel dans les contextes de la pseudoarchéologie et de la pseudohistoire.
En 2013, le Huffington Post publie un article décrivant l'hypothèse du voyageur temporel et référant souvent à l'épisode dAncient Aliens. Dans l'article, l'auteur rapporte également une théorie du complot en ligne selon laquelle le commandant de la United States Navy George W. Hoover aurait révélé à son fils, George Hoover Jr., puis à l'ufologue William J. Birnes, que l'incident de Roswell aurait pu impliquer des humains du futur plutôt que des extraterrestres et qu'il croit que ces "êtres" ne sont pas d'origine extraterrestre, mais plutôt "extratemporaux" par nature. L'article relie ensuite l'histoire de Hoover à d'autres observations présumées d'UFO et récits d'enlèvements avec des déclarations similaires indiquant que les extraterrestres sont en réalité "des humains du futur qui ont trouvé la technologie pour surmonter les limitations de la vitesse de la lumière et les paradoxes du voyage dans le temps qui empêchent les humains actuels de franchir les limites du temps" et que leur "apparence souvent humanoïde peut suggérer un lien entre notre apparence actuelle et ce à quoi nous pourrions ressembler dans des milliers d'années".
Dans son livre de 2019 Identified Flying Objects et dans le volume suivant de 2022 The Extratempestrial Model, le Dr Masters explore plus en profondeur divers aspects de l'hypothèse du voyageur temporel, incluant des théories marginales sur les anciens astronautes et des scénarios potentiels de développement futur de l'Anatomie humaine tels que la croissance du cerveau, l'évolution craniofaciale, la Bipédie et la néoténie, entre autres,,,,,,,.
Masters et sa théorie figurent dans divers podcasts, tels que Through the Glass Darkly de Sean Patrick Hazlett, et The Cryptid Factor, co-animé par le journaliste néo-zélandais David Farrier, le comédien Rhys Darby, ainsi que les producteurs Dan Schreiber et Leon Kirkbeck.
En 2020, WatchMojo publie une vidéo sur le sujet. La même année, The Next Web publie également un article sur le modèle extratemporal de Masters. En juin 2022, l'astronaute britannique de l'Agence spatiale européenne Tim Peake mentionne l'hypothèse du voyageur temporel dans une interview sur Good Morning Britain. Dans une interview de 2023 avec Stephen Colbert de The Late Show with Stephen Colbert, le cinéaste américain Steven Spielberg mentionne également la théorie.
Plusieurs Motivation pour les voyageurs temporels sont avancés dans les différents médias où l'hypothèse est discutée, tels qu'un intérêt historique ou paléoanthropologique pour étudier notre propre passé, ainsi que le tourisme.

### Dans la culture populaire
La série télévisée de 1966 de Sherwood Schwartz It's About Time met en scène des astronautes du XXe siècle renvoyés à l'âge de pierre après avoir voyagé autour de la terre plus vite que la lumière. Les astronautes doivent faire face aux suspicions et superstitions des habitants des grottes locales, qui considèrent leur technologie avancée comme de la sorcellerie. Ils finissent par réparer leur capsule spatiale et reviennent en 1967 avec la famille préhistorique qu'ils se sont liée d'amitié.
Dans le roman de 1980 de Gregory Benford Timescape, le scientifique Saul Shriffer, collègue de Frank Drake au SETI, Projet Ozma, pense qu'un signal cryptique est d'origine extraterrestre alors qu'en réalité il est envoyé trente-quatre ans dans le passé par des humains du futur.
Dans son roman de science-fiction/fantasy de 1984 Birds of Prey, l'écrivain américain David Drake décrit six sœurs stériles et mutuellement télépathiques qui voyagent dans le temps pour sauver l'humanité d'une espèce extraterrestre intelligente mais monstrueuse, semblable à des Insectes sociaux.
L'intrigue suggère qu'à l'avenir l'humanité évolue pour être très différente de sa forme actuelle et que les six sœurs, ainsi que de nombreux autres humains du futur, deviennent plus semblables aux extraterrestres insectoïdes, une sorte d'hybride entre hominidés et fourmis ouvrières ou abeilles ouvrières, dans leur tentative de lutter pour leur survie.
Dans le roman de 1987 de Michael Crichton Sphère (et dans son adaptation cinématographique de 1998 Sphère), ce qui est pensé être un engin extraterrestre au fond de l'océan Pacifique se révèle être une navette construite par des humains du futur.
En 1993, Syfy (alors "Sci-Fi Channel") produit son premier téléfilm original, Official Denial, réalisé par Brian Trenchard-Smith et écrit par Bryce Zabel, dans lequel un homme nommé Paul Corliss, interprété par Parker Stevenson, est enlevé par des extraterrestres qui, à la fin du film, se révèlent être des humains du futur.
Dans le quinzième album de la série belge Blake et Mortimer, L'Étrange Rendez-vous (2001), le physicien britannique Philip Mortimer et le Dr Walt Kaufman enquêtent sur le cadavre mystérieux du major Lachlan Macquarrie, disparu en 1777 après l'apparition de lumières énigmatiques. Ils rencontrent un intrus du XVIIIe siècle aux traits extraterrestres et découvrent que des humains du futur (année 8061), issus d’une Terre post-nucléaire, pourraient être liés à ces événements.
Le groupe anglais de Yes écrit une chanson intitulée Aliens (Are Only Us from the Future) entièrement dédiée au sujet. Le morceau est interprété lors de la tournée mondiale In the Present Tour mais n'est jamais publié, jusqu'à ce que le bassiste Chris Squire décide enfin de la publier en 2012 avec le guitariste du groupe anglais Genesis, Steve Hackett, et le chanteur du groupe Travis, Fran Healy en tant que co-auteur. L'appelation se réduit à "Aliens", sur leur seul album studio A Life Within a Day.
Le film d'horreur de 2022 de Jordan Peele Nope fait référence à "des humains futuristes revenant dans le temps pour nous empêcher de détruire la planète".
Le film de 2014 Interstellar contient des êtres deus ex machina qui construisent l'environnement du tesseract à l'intérieur du trou noir supermassif Gargantua et placent peut-être le trou de ver près de Saturne conduisant l'équipage de l'Endurance vers trois exoplanètes potentiellement habitables. Ces entités "supérieures" – appelées bulk-beings par le physicien américain Kip Thorne dans The Science of Interstellar – et désignés par les personnages du film comme "eux" – se révèlent plus tard, par le protagonist Cooper, être des humains du futur ayant évolué pour exister dans l'espace à cinq dimensions, le guidant ainsi que sa fille Murph à travers les étapes nécessaires pour percer l'équation de la gravité quantique et sauver l'humanité.

### Terminologie et lien avec d'autres théories
Bien que, dans ses livres et publications, le Dr Masters utilise le néologisme "extratempestrial" pour décrire son modèle et les prétendus êtres pilotant les UFOs, l'idée globale est surnommée "l'hypothèse du voyageur temporel" par le directeur exécutif de l'organisation à but non lucratif Mutual UFO Network (MUFON), Jan Harzan.
L'hypothèse du voyageur temporel et l'Hypothèse interdimensionnelle se recoupent dans une certaine mesure. Des membres de la communauté ufologique, tels que l'ancien directeur MUFON de l'État de Pennsylvania John Ventre dans une interview avec KDKA News Radio, ainsi que le parapsychologue et ingénieur Harold E. Puthoff se réfèrent aux deux hypothèses de manière interchangeable. Le Dr Masters déclare considérer son modèle extratempestrial comme une sous-catégorie de l'hypothèse interdimensionnelle.
En effet, d'un point de vue plus scientifique – quoique de manière controversée – dans le cadre de l'Interprétation des mondes multiples de la Mécanique quantique, les Paradoxe temporels peuvent être évités si le voyageur temporel se déplace d'une dimension, ou vers un Univers parallèles, ou d'une chronologie à une autre.
De même que l'Hypothèse extraterrestre représente une solution potentielle au paradoxe de Fermi, l'hypothèse du voyageur temporel fournit une explication alternative pour l'absence de voyageurs temporels du futur. Dans une interview avec Nova (programme télévisé), diffusé sur PBS, l'astrophysicien et Sceptique Carl Sagan déclare qu'il existe la possibilité que des voyageurs temporels du futur soient déjà parmi nous et que nous n'ayons tout simplement pas les moyens ou les connaissances pour les reconnaître en tant que tels, ou que nous leur attribuions d'autres appellations, tels que "UFO ou fantômes ou Hobgoblins ou Fairies", et qu'il ne pense pas "que le fait de ne pas être visiblement visités par des voyageurs temporels démontre que le voyage dans le temps est impossible."

## Critiques
L'hypothèse du voyageur temporel est considérée comme pseudoscientifique.[réf. nécessaire] L'astrophysicien américain Neil deGrasse Tyson qualifie l'hypothèse d'illogique,. Le sceptique UFO Robert Sheaffer critique le travail de Masters car il se fonde sur "la croyance que le voyage dans le temps est non seulement possible, mais réel."
Le britannique Astronome et vulgarisateur scientifique David J. Darling déclare que l'Hypothèse extraterrestre et l'hypothèse du voyageur temporel sont également raisonnables, bien que très improbables et inutiles, et que, bien que certains phénomènes aériens aient effectivement échappé à l'identification, il n'existe aucune raison apparente de justifier l'affirmation selon laquelle ils seraient artificiels et/ou d'origine non terrestre. De plus, il ajoute que "si certains UFOs sont des engins 'extraterrestres', il est tout aussi raisonnable de supposer qu'ils pourraient être des machines à voyager dans le temps provenant de notre propre futur plutôt que des vaisseaux spatiaux d'autres étoiles. Le problème réside dans le 'si'. (...) En dehors du mythe populaire des soucoupes volantes et des extraterrestres archétypaux au cerveau surdimensionné, il y a très peu de preuves crédibles de leur existence. Ainsi, mon problème avec le livre (de Masters) n'est pas l'ingéniosité de sa thèse, mais le fait qu'il n'y ait réellement aucun besoin d'une telle thèse dès le départ."
Concernant l'Incident de Rendlesham, l'écrivain scientifique et sceptique UFO Ian Ridpath écrit que les allégations d'UFOs voyageant dans le temps, issues de la séance d'hypnose de l'ancien sergent Jim Penniston, peuvent avoir été influencées par le visionnage du film Official Denial (diffusé en 1993 et sorti en vidéo en mai 1994, quelques mois avant que la revendication de Penniston n'émerge en septembre de la même année), suggérant une situation de vie imitant l'art avec le film provoquant un faux souvenir,.
En février 2022, le futurologue et vulgarisateur scientifique américain Isaac Arthur discute des chances contre l'hypothèse du voyageur temporel dans l'épisode 23 Are Aliens Just Time Traveling Humans du podcast It's Probably (not) Aliens, débunkant spécifiquement le concept tel qu'il est exposé dans l'épisode "Time Travel" de la série Ancient Aliens.
Interrogé sur la plausibilité que les UFOs soient des humains du futur, le physicien quantique de l'University of Queensland Fabio Costa déclare à Popular Mechanics : "En un sens, voyager dans le temps nécessite deux portes, une dans le futur et une dans le passé. On ne peut voyager dans le passé que si quelqu'un a ouvert la porte vers le passé. Ainsi, les gens du futur ne peuvent pas nous rendre visite... à moins que quelqu'un n'ait déjà inventé une machine à voyager dans le temps et que personne ne le sache ! (...) Cela laisse ouverte la question : où est la machine à voyager dans le temps?"